# Кадет Келли
«Кадет Келли» (англ. Cadet Kelly) — комедийный фильм 2002 года режиссёра Ларри Шоу. Оригинальное кино канала «Дисней». Премьера в мире состоялась 8 марта 2002 года. Это был второй фильм, в котором Хилари Дафф сыграла главную роль. Это также второй фильм канала «Дисней», снятый в Канаде. Во время премьеры, фильм собрал рекордное на то время для канала «Дисней» число зрителей — 7,8 миллиона человек.

## Сюжет
Келли — обычная американская школьница. Для неё очень важно показать свою индивидуальность и оригинальность. Родители Келли в разводе, но она по-прежнему привязана к отцу и хорошо с ним общается. Но однажды её мама выходит замуж, и ей приходится переехать с новым отчимом в другой город и пойти в военную школу, где он является начальником.
Келли непросто выносить жесткую дисциплину, ограничения, издевки и наказания со стороны старших по званию. Больше всего ей достается от кадет-капитана Дженнифер Стоун (Кристи Романо), которой, как и Келли, нравится кадет-майор Бред Ригби. Келли не любят за то, что она постоянно выделяется из толпы.
Постепенно Келли, пройдя через множество наказаний и унижений, находит новых друзей, примиряется с врагами, участвует в занятиях парадно-строевой группы, ей начинает нравиться в кадетской школе.
На соревнование парадно-строевой группы отец Келли, который обещал присутствовать, не приходит. Келли беспокоится и отправляется туда, где он должен был быть. Она находит отца, который пострадал, упав с обрыва во время фотосъемки. Угрозы для жизни нет, его увозят на скорой, а Келли успевает вернуться на соревнование и помочь своей военной школе занять второе место, с отставанием в одно очко.

## В ролях
- Хилари Дафф — Келли Коллинз
- Кристи Карлсон Романо — Дженнифер Стоун
- Гэри Коул — генерал Джо Максвелл
- Андреа Льюис — Карла
- Шон Эшмор — Бред Ригби
- Айми Гарсиа — Глория
- Сара Гейдон — Аманда
- Линда Кэш — Саманта
- Найджел Хамер — Адам
- Эйвери Зальцман — Кевин
- Джо Мэтьесон — генерал Арчер
- Беверли Базон — Грейс
- Дален Ирвин — Марла
- Кристофер Тай
- Джош Уиттиг
- Эдди Инксеттер
- Стюарт Арнотт
- Десмонт Кэмпбелл
- Тим Пост
- Мартин Роач

## Производство
Школьные сцены снимались в основном в Академии Robert Land, военной школе в Канаде. Также присутствовали сцены в колледже Св. Эндрю и Loretto Abbey Catholic Secondary School в Онтарио, Канада. Хилари Дафф стала почетным кадетом-сержантом Академии на время съемок. Финальная сцена снималась в Форт-Йоркской Оружейной палате канадских вооруженных сил в Торонто.

## Дополнительная информация
- Это был первый фильм студии Дисней, выпущенный на ABC в передаче «The Wonderful World of Disney» в США и на СВС в Канаде. Вторым фильмом, попавшим в эфир этих двух каналов, стал «Рок в летнем лагере».
- Это один из двух фильмов канала Дисней, снятых в Канаде.